# Khudumelapye
Khudumelapye é uma vila localizada no distrito Kweneng em Botswana. Possuía, em 2011, uma população estimada de 2 080 habitantes.